# Garda Siray
Garda Siray (persiska: گرده ثیری; pashto: ګرده څیړۍ), eller Wuluswali-ye Garda Siray (ولسوالی گرده ثیری), är ett distrikt (wuluswali) i östra Afghanistan, i provinsen Paktia.
Garda Siray är ett av landets provisoriska distrikt och beräknades år 2022 ha omkring 13 000 invånare.